# Kesang Yangkyi Takla
Kesang Yangkyi Takla (tibétain : བསྐལ་བཟང་དབྱངས་སྐྱིད་སྟག་ལྷ, Wylie : bskal bzang dbyangs skyid stag lha) née au Tibet le 15 septembre 1944 est une femme politique tibétaine, et l'une des plus anciennes femmes tibétaines officielles du gouvernement tibétain en exil. 

## Biographie

### Enfance
Kesang Yangkyi Takla est née dans le village de Puri, le 15 septembre 1944. Elle a grandi à Lhassa, la capitale du Tibet et n'y est pas retournée depuis son départ pour l'Inde peu avant le soulèvement tibétain de 1959.
Son père tenait une boutique à Lhassa et il se rendait fréquemment en Inde pour son commerce. Début de 1959, les difficultés croissantes allant au Tibet, il l'emmène avec son frère en Inde.

### Éducation
Elle est scolarisée à l'école tibétaine Gorkha de Lhassa en 1953, puis au couvent de Saint-Joseph à Kalimpong au Bengale occidental en Inde entre 1954 et 1961 mais ne peut terminer sa scolarité en raison de l'exode tibétain de 1959. Elle obtient un certificat scolaire indien délivré par l'université de Cambridge au Royaume-Uni. Elle obtient un Baccalauréat en études des arts à l'université de St Bede à Simla en Inde où elle est scolarisée de 1965 à juillet 1966. Elle obtient un certificat de distinction en administration intensive de l'université Cornell, Ithaca, New York, États-Unis où elle étudie de septembre 1965 à 1966,.

### Carrière
Elle commence à travailler comme secrétaire et interprète au ministère de l'Intérieur et de la réadaptation à Dharamsala de février  1962 à 1963,.
De février 1963 à août 1966, elle est secrétaire et interprète aux villages d'enfants tibétains (TCV), Dharamsala,.
Elle est secrétaire administrative et comptable à la crèche pour les enfants tibétains à Shimla de septembre 1967 à juillet 1968.
Elle est secrétaire administrative et comptable à la Bibliothèque des archives et des œuvres tibétaines de décembre 1970 à décembre 1977. 
Elle est administratrice de l'hôpital Delek de janvier 1978 à novemble 1982. Après avoir développé l'hôpital de service ambulatoire en un hôpital entièrement fonctionnel, elle lance le concept des programmes de soins de santé primaires et de lutte contre la tuberculose à Delek et adapte ces programmes dans les programmes de sensibilisation de l'hôpital couvrant 17 camps de réfugiés tibétains dans l'Himachal Pradesh. La formation des agents de santé communautaires et les visites des équipes mobiles ont également été initiées.
Elle est secrétaire du ministère de la Santé à Dharamsala de janvier 1983 à décembre 1988. Elle participe au lancement des programmes de soins de santé et de lutte contre la tuberculose et des programmes de formation, pour couvrir plus de 110 000 Tibétains dans les colonies en Inde, au Népal et au Bhoutan.
Elle est la première femme représentante du dalaï-lama au Bureau du Tibet à Londres de mars 1989 à août 1997. Elle fonde la Maison du Tibet et assure l'enregistrement de la Tibet House Trust en tant qu'aile caritative du Bureau afin d'assurer une installation stable et appropriée ainsi que de collecter des fonds pour l'administration tibétaine et le développement des communautés tibétaines en exil. Elle est aussi secrétaire pour les relations internationales du ministère de l'Information et des Relations internationales du gouvernement tibétain en exil.
Elle est la première représentante du dalaï-lama à Taiwan de septembre 1997 à septembre 1999. Elle met en place le Bureau et le traitement de la situation très sensible des affaires tibétaines et de la question tibétaine à Taiwan.
Elle est la secrétaire du Département de l'information et des relations internationales de mars 2000 à décembre 2001.
En janvier 2002, elle est à nouveau nommée représentante du dalaï-lama au Bureau du Tibet à Londres, l'agence officielle de l'Administration centrale tibétaine pour l'Europe du Nord et les pays baltes, jusqu'en avril 2007.
En octobre 2006 Kesang Y. Takla, est la seule femme ministre de l'Administration centrale tibétaine. Elle quitte son poste au Bureau du Tibet à Londres, et rejoint Dharamsala où elle prend ses fonctions de ministre de la Santé et le ministre de l'Information et des Relations internationales, en mai 2007.

### Activités

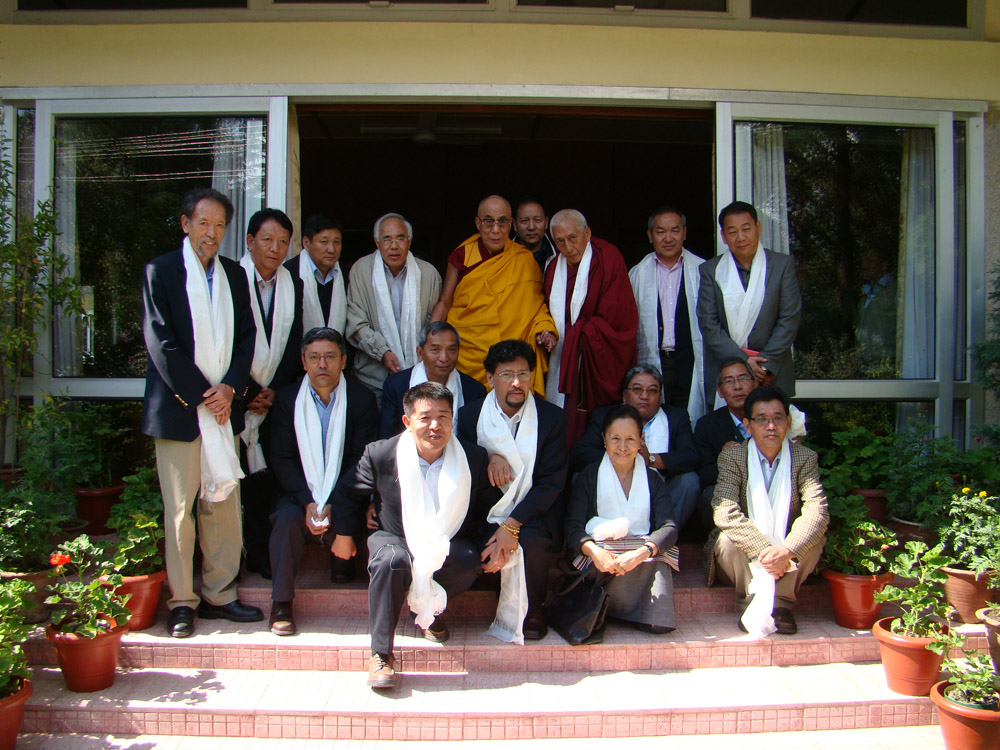
Kesang Yangkyi Takla avec des représentants du dalaï-lama du monde entier lors d'une réunion de deux jours à Dharamsala en octobre 2009 (le dalaï-lama est au centre avec Samdhong Rinpoché).

En 1993, Kesang Takla accueille la princesse Anne à l'exposition Sacred Art of Tibet à Londres. 
Kesang Y. Takla a rendu visite à le Groupement international de travail pour les affaires indigènes (IWGIA) dans le cadre d'une audience sur le Tibet qui a eu lieu à Copenhague le 19 novembre 1989. Elle a informé l'IWGIA des violations des droits de l'homme au Tibet au cours des deux dernières années et de la militarisation croissante du Tibet qui a conduit à une augmentation de la violence et de la répression de la population civile. 
Kesang Yangkyi Takla est l'oratrice principale du Save Tibet Asia Pacific Forum auquel participent des représentants d'associations de soutien au Tibet dont des parlementaires australiens, taïwanais et japonais, ainsi que Yumiko Ishihama comme conférencière d'honneur, et qui s'est tenu à la salle Gakkushi Kaikan à Yūrakuchō à Tokyo en juillet 2008, peu après des manifestations au Tibet.
En octobre 2009, Kesang Yangkyi Takla, Kalon du ministère de l’information et des relations internationales, a souhaité la bienvenue aux participants de la réunion annuelle présidée par Samdhong Rinpoché pour deux jours des représentants du dalaï-lama, organisée par le Département de l'information et des relations internationales de l'Administration centrale tibétaine. L'ordre du jour de la réunion comprend la manière d'améliorer la coordination entre les bureaux du Tibet, la promotion de la religion et de la culture tibétaines et le suivi des actions de la conférence sino-tibétaine qui s'est tenue à Genève en août de
la même année.

### Famille
En 1967, elle épouse Phuntsok Tashi Takla, un diplomate et érudit tibétain,.